# ピートゥ・ピロイネン
ピートゥ・ピロイネン（Peetu Piiroinen、1988年2月15日 - ）は、フィンランドの男性のスノーボード選手である。
ペートゥ・ピロイネンやピート・ピロイネンなどの表記も見られる。
かつてはハーフパイプやクォータパイプの大会にも出場しスノーボード・ワールドカップの優勝や2010年バンクーバーオリンピックではハーフパイプで銀メダルを獲得している。近年はスロープスタイル、ビッグエアに専念している。
Petja Piiroinenは実の弟。

## 人物
フィンランド出身、ヒュヴィンカー在住。1997年からスノーボードを始める
2008-9年シーズンのTTRワールドスノーボードツアーの年間王者になり翌年の2009－10年シーズンのバンクーバーオリンピック男子スノーボードハーフパイプでショーン・ホワイトに次ぐ2位で銀メダルを獲得、またシーズンのTTRワールドスノーボードツアーの2連覇を達成。2010-11年シーズンも王者になった。
2015-16年シーズンは4年に1度、世界スノーボード連盟とTTRワールドスノーボードツアーの主催の世界選手権（中国ヤブリ）のビッグエアでの種目で優勝。

## 主な戦績
SS=スロープスタイル BA=ビッグエア HP=ハーフパイプ SP=スーパーパイプ QP=クォーターパイプ
2005年
- FIS W杯 Kreischberg 2位 BA

2006年
- FIS W杯 Bardonecchia 1位 HP
- 欧州オープン 1位 SS

2007年
- FIS W杯 Moscow 1位 BA
- FIS W杯 Rotterdam 1位 BA

2008年
- O´Neill Evolution 3位 QP
- 欧州オープン 3位 HP
- FIS W杯 Bardonnechia 3位 HP
- Air & Style Innsbruck 3位 QP
- Arctic Challenge 3位 QP
- Chevrolet Grand Prix 3位 HP
- Chevrolet Grand Prix 3位 SS
- Freestyle.ch 3位 BA
- FIS W杯 London 1位 BA
- NISSAN X-TRAIL JAM 2位 BA

2009年
- O´Neill Evolution 1位 QP
- 欧州オープン 2位 SS
- Air & Style Innsbruck 2位 QP
- 全米オープン 2位 HP
- Air & Style Innsbruck 2位 BA

2010年
- O´Neill Evolution 3位 HP
- O´Neill Evolution 3位 SS
- 欧州オープン 1位 HP
- 欧州オープン 1位 SS
- バンクーバーオリンピック 2位 HP
- Arctic Challenge 1位 SS
- FIS W杯 Saas-Fee 3位 HP

2011年
- 欧州オープン 1位 HP
- 欧州オープン 2位 SS
- Air & Style Innsbruck 2位 BA
- Air & Style Munich 1位 BA

2012年
- X GAMES ASPEN 3位 SS
- Air & Style Beijing Innsbruck 1位 BA
- Air & Style Beijing Beijing 2位 BA
- 欧州オープン 3位 SS

2013年
- USグランプリ 3位 SS
- X GAMES TIGNES 3位 SS

2015年
- Air + Style Innsbruck 2位 BA

2016年
- World Championships of Snowboarding